# Hazem Ali
Hazem Ali (narozen 20. prosince 1978 v Chicagu) je americký profesionální wrestler a wrestlingový manažer s palestinským původem.

## Biografické informace
- Ring names (pseudonymy): Armando Alejandro Estrada, Armando Estrada, Osama Rodriguez Alejandro
- Váha: 105 kg
- Výška: 188 cm
- Bydliště: Miami, Florida
- Podle storyline pochází z: Kuba
- Debut: 2004
- Trénován: OVW Staff
- Manažer wrestlerů: Umaga, Robbie Dawber
- Člen brandu: RAW

## Dosažené tituly
Armando Estrada dosud nezískal žádný wrestlingový titul.